# 放物運動
放物運動（ほうぶつうんどう）とは、物体が、均一な重力の働く空間上に投げ出された際の運動のこと。斜方投射と水平投射がある。空気抵抗を無視すれば、その運動の軌跡は放物線を描く。このとき、物体に働く力は重力だけである。
水平方向の運動方程式は{\displaystyle m{\frac {\mathrm {d} ^{2}{\boldsymbol {x}}}{\mathrm {d} t^{2}}}=0}（等速直線運動と同じ）、垂直方向の運動方程式は{\displaystyle m{\frac {\mathrm {d} ^{2}{\boldsymbol {x}}}{\mathrm {d} t^{2}}}=-m{\boldsymbol {g}}}（自由落下と同じ）である。